# یشیل‌اوا (آق‌سرای)
یشیل‌اوا (به ترکی استانبولی: Yeşilova) یک منطقهٔ مسکونی در ترکیه است که در آق‌سرای واقع شده‌است. یشیل‌اوا ۴٬۲۱۸ نفر جمعیت دارد و ۱٬۰۵۵ متر بالاتر از سطح دریا واقع شده‌است.